# Чирча (приток Надыма)
Чирча — река в России, протекает в Ямало-Ненецком АО, к северо-востоку от города Надым. Устье реки находится в 99 км по правому берегу реки Надым. Длина реки составляет 42 км.

## Данные водного реестра
По данным государственного водного реестра России относится к Нижнеобскому бассейновому округу, водохозяйственный участок реки — Надым, речной подбассейн реки — подбассейн отсутствует. Речной бассейн реки — Надым.
По данным геоинформационной системы водохозяйственного районирования территории РФ, подготовленной Федеральным агентством водных ресурсов:
- Код водного объекта в государственном водном реестре — 15030000112115300051047
- Код по гидрологической изученности (ГИ) — 115305104
- Код бассейна — 15.03.00.001
- Номер тома по ГИ — 15
- Выпуск по ГИ — 3